# Urraul Bajo
Urraul Bajo är en kommun i Spanien.   Den ligger i provinsen Provincia de Navarra och regionen Navarra, i den nordöstra delen av landet, 300 km nordost om huvudstaden Madrid. Antalet invånare är 292. Arean är 59 kvadratkilometer. Urraul Bajo gränsar till Áibar.
Terrängen i Urraul Bajo är kuperad åt sydväst, men åt nordost är den platt.